# НАСА
Национальное управление по аэронавтике и исследованию космического пространства (англ. National Aeronautics and Space Administration, сокр. NASA (НАСА)) — независимое агентство федерального правительства США, находящееся в подчинении непосредственно президента США. Осуществляет гражданскую космическую программу страны, а также научные исследования воздушного и космического пространств и научно-технологические исследования в области авиации, воздухоплавания и космонавтики (по терминологии, принятой в США — астронавтики).
НАСА было создано в 1958 году после Национального консультативного комитета по воздухоплаванию, чтобы придать политике США по развитию космоса отчётливо гражданскую направленность с упором на мирное применение в космической науке. С момента своего создания НАСА возглавляет большинство американских инициатив по исследованию космоса, включая миссии по посадке на Луну «Аполлон», космическую станцию «Скайлэб», а затем и Спейс шаттл. НАСА поддерживает Международную космическую станцию и курирует разработку космического корабля «Орион», «Space Launch System», Commercial Crew Program и планируемой космической станции «Lunar Gateway».

## История

### Создание
Начиная с 1946 года Национальный консультативный комитет по воздухоплаванию (сокр. НАКА) проводил эксперименты с реактивными самолётами, такими как сверхзвуковой Bell X-1. В начале 1950-х годов возникла задача запустить искусственный спутник к Международному геофизическому году (1957—1958). Попыткой этого стал американский проект «Авангард». После того, как 4 октября 1957 года в рамках советской космической программы был запущен первый в мире искусственный спутник (Спутник-1), внимание Соединённых Штатов переключилось на их собственные космические усилия. Конгресс США, встревоженный предполагаемой угрозой национальной безопасности и технологическому лидерству (известной как «Спутниковый кризис»), призвал к немедленным действиям. Президент Дуайт Эйзенхауэр советовал принимать более обдуманные меры. Результатом стал консенсус, который Белый дом сформировал среди ключевых заинтересованных групп, включая учёных, приверженных фундаментальным исследованиям: Пентагон должен соответствовать советским военным достижениям, корпоративная Америка ищет новый бизнес и сильная новая тенденция в общественном мнении, направленная на исследование космоса.
12 января 1958 года НАКА организовал «Специальный комитет по космическим технологиям» во главе с Гайфордом Стивером. 14 января 1958 года директор НАКА Хью Драйден опубликовал «Национальную программу исследований космических технологий», в которой говорилось:
Для нашей страны очень важно как с точки зрения нашего престижа как нации, так и с военной необходимостью, чтобы этот вызов [Спутник] был решён энергичной программой исследований и разработок для завоевания космоса. Соответственно предложено, чтобы за научные исследования отвечало национальное гражданское агентство... НАКА способно за счёт быстрого расширения и расширения своих усилий обеспечить лидерство в космических технологиях.
Хотя это новое федеральное агентство занимается невоенной космической деятельностью, в феврале 1958 года было создано Управление перспективных исследовательских проектов для разработки космических технологий для военного применения.
29 июля 1958 года Эйзенхауэр подписал Национальный закон об аэронавтике и космосе, учреждая НАСА. Когда 1 октября 1958 года оно начало работу, НАСА поглотило НАКА без изменений, его 8000 сотрудников, годовой бюджет в 100 миллионов долларов США, три крупные исследовательские лаборатории (авиационная лаборатория Лэнгли, аэронавигационная лаборатория Эймса и лаборатория лётных двигателей Льюиса) и два небольших испытательных центра. Элементы Армейского агентства по баллистическим ракетам и Военно-морской исследовательской лаборатории США были включены в состав НАСА. Значительным вкладом в участие НАСА в космической гонке с Советским Союзом стала технология немецкой ракетной программы под руководством Вернера фон Брауна, который теперь работал в Армейском агентстве по баллистическим ракетам (ABMA), которое, в свою очередь, использовало технологии более ранних работ американского учёного Роберта Годдарда. Более ранние исследовательские работы ВВС США и многие из ранних космических программ ARPA также были переданы НАСА. В декабре 1958 года НАСА получило контроль над Лабораторией реактивного движения, подрядчиком Калифорнийского технологического института.

### Эмблема
Печать НАСА была одобрена Эйзенхауэром в 1959 году и немного изменена президентом Джоном Кеннеди в 1961 году. Первый логотип НАСА был разработан главой отдела исследовательских отчётов Льюиса, Джеймсом Модарелли, как упрощение печати 1959 года. В 1975 году оригинальный логотип был впервые назван «фрикаделькой», чтобы отличить его от недавно разработанного логотипа «червь», который заменил его. Эмблема «Фрикаделька» вернулась к официальному использованию в 1992 году. Логотип «Червь» был возвращён администратором Джимом Брайденстайном в 2020 году.
- Эмблема НАСА «фрикаделька», основной логотип 1959–1975, 1992 – настоящее время
- Логотип НАСА «червь» 1975–1992, восстановлен в качестве дополнительного логотипа в 2020 году

### Стратегический план
С 2011 года стратегическими целями НАСА были:
- Расширить и поддерживать деятельность человека по всей Солнечной системе;
- Расширить научное понимание Земли и Вселенной;
- Создавать инновационные новые космические технологии;
- Передовые исследования в области аэронавтики;
- Обеспечить программные и институциональные возможности для проведения аэронавтической и космической деятельности НАСА;
- Поделиться НАСА с общественностью, преподавателями и студентами, чтобы предоставить возможности для участия.

## Исторические программы космических полётов

### «Меркурий» (1958—1963)
Меркурий (англ. Mercury) — первая пилотируемая космическая программа США. Из-за малой грузоподъёмности ракет-носителей «Редстоун» и «Атлас» возможности пилотируемой капсулы «Меркурий» были крайне ограничены и существенно уступали по техническому совершенству советским кораблям «Восток». Тем не менее, в ходе программы были тщательно отработаны методы ориентации корабля и получен значительный технический и медико-биологический опыт, использованный в программах «Джемини» и «Аполлон». Кроме того, астронавты приземлялись (точнее, приводнялись) в кабине спускаемого аппарата, а не катапультировались при посадке, как в кораблях «Восток». Корабли «Меркурий» были значительно меньше и легче, чем КА «Восток», тормозной двигатель был твердотопливным, астронавт принимал в пилотировании корабля гораздо большее участие, чем на «Востоках» — последние были сильнее автоматизированы. Суммарное время пилотируемых полётов по программе составило более двух суток.

### «Джемини» (1961—1966)
Джемини (англ. Gemini) — космическая программа США.
Космические корабли серии «Джемини» продолжили серию кораблей «Меркурий», но значительно превосходили их по возможностям (2 члена экипажа, большее время автономного полёта, возможность изменения параметров орбиты и т. д.). В ходе программы были отработаны методы сближения и стыковки, впервые в истории осуществлена стыковка космических аппаратов. Было произведено 10 выходов в открытый космос, установлены рекорды длительности полёта. Суммарное время полётов по программе составило более 41 суток. Суммарное время выходов в открытый космос составило около 10 часов. Опыт, полученный в ходе программы Джемини, был использован при подготовке и осуществлении программы Аполлон.

### «Аполлон» (1960—1972)
Программа Аполлон — программа пилотируемых космических полётов НАСА, принятая в 1961 году с целью осуществления первой пилотируемой высадки на Луну и завершённая в 1975 году. Президент Джон Ф. Кеннеди сформулировал эту задачу в своей речи 12 сентября 1961 года, и она была решена 20 июля 1969 года в ходе миссии «Аполлон-11» высадкой Нила Армстронга и Базза Олдрина. Также по программе Аполлон были совершены ещё 5 успешных высадок астронавтов на Луну, последняя в 1972 году. Эти шесть полётов по программе Аполлон на данный момент единственные за всю историю человечества, когда люди высаживались на другом астрономическом объекте. Программа Аполлон и высадка на Луну часто упоминаются как величайшие достижения в истории человечества.

### «Скайлэб» (1965—1979)
Скайлэб (англ. Skylab от sky laboratory, дословно — «небесная лаборатория») — американская орбитальная станция, предназначенная для технологических, астрофизических, биолого-медицинских исследований, а также для наблюдения Земли. Запущена 14 мая 1973 года, приняла три экспедиции с мая 1973 по февраль 1974 года, сошла с орбиты и разрушилась 11 июля 1979 года.
Длина 24,6 м, максимальный диаметр 6,6 м, масса — 77 т, внутренний объём 352,4 м³. Высота орбиты 434−437 км (перигей-апогей), наклонение 50°.
В общей сложности на станции побывали три экспедиции. Основной задачей экспедиций было изучение адаптации человека к условиям невесомости и проведение научных экспериментов.
Первая экспедиция (Чарлз Конрад, Пол Уайтц, Джозеф Кервин) продлилась 28 суток (24.05.1973 — 22.06.1973) и носила не столько научный, сколько ремонтный характер. В ходе нескольких выходов в космос астронавты раскрыли заклинившую солнечную батарею и восстановили терморегуляцию станции.
Вторая экспедиция в составе Алана Бина, Джека Лаусмы и Оуэна Гэрриотта отправилась на станцию 28.07.1973 и провела на орбите уже 59 дней.
Третья и последняя экспедиция (Джералд Карр, Эдвард Гибсон, Уильям Поуг) стартовала 16 ноября 1973 года и поставила абсолютный рекорд продолжительности пребывания человека в космосе на тот момент — 84 дня.

### «Союз» — «Аполлон» (1972—1975)
Экспериментальный полёт «Аполлон» — «Союз» (ЭПАС, или более распространённое название программа «Союз» — «Аполлон»; англ. Apollo-Soyuz Test Project, ASTP) — программа совместного экспериментального полёта советского космического корабля «Союз-19» и американского космического корабля «Аполлон».
Программа была утверждена 24 мая 1972 года соглашением между СССР и США о сотрудничестве в исследовании и использовании космического пространства в мирных целях.
Основными целями программы были:
- испытание элементов совместимой системы сближения на орбите;
- испытание активно-пассивных стыковочных агрегатов;
- проверка техники и оборудования для обеспечения перехода космонавтов из корабля в корабль;
- накопление опыта в проведении совместных полётов космических кораблей СССР и США.

### Спейс шаттл (1972—2011)
Космическая транспортная система (англ. Space Transportation System), более известная как Спейс шаттл (от англ. Space shuttle — космический челнок) — американский многоразовый транспортный космический корабль. Шаттл запускался в космос с помощью собственных ракетных двигателей и твердотопливных ускорителей, осуществлял манёвры на орбите как космический корабль и возвращался на Землю как самолёт. Подразумевалось, что шаттлы будут сновать, как челноки, между околоземной орбитой и Землёй, доставляя полезные грузы в обоих направлениях. При разработке предусматривалось, что каждый из шаттлов должен был до 100 раз стартовать в космос. На практике же всего осуществлено 135 стартов. К марту 2011 года больше всего полётов совершил шаттл «Дискавери» (39).
В ходе программы в катастрофах погибли 2 корабля и 14 астронавтов.

### «Созвездие» (2005—2010)
После катастрофы шаттла «Колумбия» 1 февраля 2003 года программа пилотируемых полётов США была приостановлена. Решалась будущая судьба многоразовых кораблей серии «Спейс шаттл». Возникли сомнения в дальнейшей безопасной эксплуатации шаттлов. Высказывались мнения, что шаттл слишком сложная, ненадёжная и устаревшая машина. Не дожидаясь результатов расследования катастрофы «Колумбии», 14 января 2004 года президент США Джордж Буш в своём выступлении «Новый взгляд на программу исследования космоса»(New Vision for Space Exploration Program) объявил о радикальном изменении целей американских пилотируемых полётов. В своей речи «На Луну и дальше» Джордж Буш поставил перед НАСА цель: возвращение на Луну, создание обитаемой базы на Луне и в дальнейшем пилотируемый полёт на Марс. Перед НАСА была поставлена задача: в минимально необходимом объёме выполнить свои обязательства по строительству МКС, до 2015 года завершить работу с МКС, в 2010 году завершить эксплуатацию кораблей «Спейс шаттл», создать новую пилотируемую космическую систему, способную совершать полёты на Луну и в дальнейшем на Марс. В НАСА начали работу по программе «Созвездие». Чтобы начать эту работу НАСА пришлось урезать финансирование многих других программ.
Во время президентской кампании 2008 года будущий президент США Барак Обама в принципе высказывался за продолжение программы «Созвездие». Однако, после прихода к власти, он сократил бюджет НАСА, предназначенный для перспективных разработок, в результате были фактически приостановлены работы по созданию тяжёлой ракеты-носителя «Арес V». Незадолго до инаугурации президента Обамы ушёл в отставку директор НАСА Майкл Гриффин, который был не согласен с планами Обамы о пересмотре программы деятельности НАСА. Исполняющим обязанности директора НАСА был назначен Крис Сколезе (англ. Chris Scolese).
7 мая 2009 года администрация Обамы приняла решение о проведении независимой ревизии программы пилотируемых полётов, осуществляемой в США.

#### Комиссия Огустина
1 июня 2009 года была создана специальная Комиссия Огустина для изучения состояния дел в области пилотируемых космических полётов, проводимых НАСА. Главой комиссии был назначен бывший директор компании Lockheed Martin Норман Огустин. В задачи комиссии входило рассмотрение планов по прекращению полётов шаттлов, завершение работ с Международной космической станцией, возвращение на Луну, а также возможные альтернативные направления развития пилотируемой космонавтики. 21 октября 2009 года был опубликован заключительный отчёт комиссии Огустина. В отчёте подчёркивается, что комиссия не даёт рекомендаций, она только рассматривает возможные варианты развития программы пилотируемых полётов. Главный вывод состоял в том, что без существенного увеличения бюджета НАСА не сможет реализовать все свои планы, намеченные в программе «Созвездие». Всего было рассмотрено пять возможных вариантов развития космической программы США. В качестве предпочтительного был предложен вариант привлечения коммерческих предприятий для полётов на околоземную орбиту, в то время как НАСА должна сконцентрировать усилия на развитии техники для полётов за пределы земной орбиты.
16 декабря 2009 года в Белом доме президент США Барак Обама и директор НАСА Чарльз Болден обсудили перспективы развития пилотируемой космической программы США и результаты работы комиссии Огустина. 15 января 2010 года консультативная группа по безопасности космических полётов (Aerospace Safety Advisory Panel, ASAP) опубликовала свой ежегодный отчёт, в котором рекомендовалось продолжение работ по программе «Созвездие». В отчёте говорилось, что коммерческие компании не имеют опыта организации пилотируемых космических полётов и не удовлетворяют требованиям, предъявляемых к безопасности пилотируемых космических кораблей.
1 февраля 2010 года президент США Барак Обама принял решение отказаться от лунной программы Американского космического агентства. По его мнению, бюджет этого проекта сильно завышен, хотя ничего инновационного в нём нет. Кроме того, лунная программа уже отстаёт от графика. Обама добавил, что от этого страдают другие проекты НАСА.

## Текущие программы космических полётов

### После «Созвездия»
1 февраля 2010 года Президент США Барак Обама передал в Конгресс проект бюджета на 2011 год (финансовый год в США начинается 1 октября). Основываясь на выводах комиссии Огустина, президент Обама предлагает отказаться от пилотируемой программы «Созвездие», то есть от возвращения на Луну. Начиная с 2004 года, когда бывший президент США Джордж Буш объявил новую стратегию США в космосе, предусматривавшую, в рамках программы «Созвездие», создание ракет-носителей «Арес I» и «Арес V», нового пилотируемого космического корабля «Орион», лунного модуля «Альтаир», НАСА израсходовало почти 9 миллиардов долларов. В бюджете на 2011 и на 2012 годы выделяются ещё 2,5 миллиарда на сворачивание программы «Созвездие».
В соответствии с бюджетным посланием президента Обамы на 2011 год, НАСА должна будет реорганизовать свою деятельность. Упор в деятельности НАСА делается на развитии новых технологий.

### Перспективы пилотируемой космонавтики США
Задачи, поставленные перед НАСА в проекте бюджета на 2011 год и на четыре последующих года, не опираются ни на какие сроки. Впервые НАСА не имеет какой-то конкретной, связанной со сроками, программы пилотируемых полётов. Комиссия Огустина сделала вывод, что создаваемый по программе «Созвездие» пилотируемый корабль «Орион» не полетел бы ранее 2017 года. Современная администрация НАСА надеется, что частные компании способны отправить в космос американских астронавтов раньше этого срока. Хотя, в настоящее время не существует никаких конкретных планов на этот счёт.
Директор НАСА Чарльз Болден говорит: «Я не согласен с теми, кто говорит, что мы отказались от пилотируемых полётов. Я думаю, что мы вернёмся к пилотируемым полётам, возможно, быстрее, чем, если бы мы продолжали предыдущую работу. Если мы хотим лететь на Марс, то с новыми технологиями мы будем там через дни, а не через месяцы».
Лори Гарвер (первый заместитель Болдена) говорит, что частные компании в 2016 году (если не раньше) смогут отправить астронавтов к МКС.
Майкл Гриффин, бывший директор НАСА и главный архитектор программы «Созвездие», говорит, что передача пилотируемых полётов частным компаниям — это серьёзная ошибка. Гриффин говорит: «Правительство США отказывается от лидерства в том, что является одной из его принципиальных прерогатив. Правительство отказывается от того, что является важной частью нашей национальной идентичности».
Несмотря на то, что объявлено о прекращении программы «Созвездие», работы по ней будут продолжаться согласно планам и бюджету на текущий год. Окончательная остановка программы «Созвездие» произойдёт после согласования всех вопросов между администрацией президента и Конгрессом США.

### Выделение средств частным компаниям
НАСА выделила частным компаниям 50 миллионов $ для продвижения разработки пилотируемых кораблей.
Денежные фонды получают следующие компании:
- Sierra Nevada Corporation (Луисвилл, Колорадо) — 20 миллионов $;
- The Boeing Company (Хьюстон, Техас) — 18 миллионов $;
- United Launch Alliance (Сентенниал, Колорадо) — 6,7 миллиона $;
- Blue Origin (Кент, штат Вашингтон) — 3,7 миллиона $;
- Paragon Space Development Corporation (Тусон, Аризона) — 1,4 миллиона $.

Компания Sierra Nevada получает 20 миллионов $ для поддержки развития космического самолёта «Dream Chaser», который будет запускаться ракетой «Атлас-5» и приземляться как самолёт.
1 ноября 2016 года запланирован старт для первого испытательного орбитального полёта в беспилотном режиме; при успешном выполнении программы испытаний первый пилотируемый полёт состоится в 2017 году.
6,7 миллиона $ для компании United Launch Alliance будут потрачены на развитие систем безопасности при запуске ракет «Дельта-4» и «Атлас-5». Это будет первый шаг в направлении усовершенствования этих ракет для пилотируемых полётов.
Boeing получает 18 миллионов $ как главный подрядчик НАСА в эксплуатации МКС. Boeing намерена построить пилотируемый корабль, способный доставлять на околоземную орбиту до семи астронавтов.
Компания Paragon является подрядчиком НАСА в разработке систем жизнеобеспечения корабля «Орион». Paragon получает 1,4 миллиона $ для продолжения этих работ, в надежде, что задел, сделанный для «Ориона», смогут использовать частные предприятия для будущих пилотируемых кораблей.
В списке нет двух компаний: SpaceX и Orbital, которые уже получают деньги на разработку средств доставки грузов на МКС. Компания SpaceX создаёт ракеты «Falcon 9» и грузовой корабль «Dragon». Руководитель компании Илон Маск говорит, что пилотируемый вариант корабля «Dragon» будет готов к полётам через три года после заключения контракта. 8 декабря 2010 года «Dragon» совершил свой первый успешный полёт, 25 мая 2012 года осуществлена первая стыковка с МКС.

### Президент США в Космическом центре имени Джона Ф. Кеннеди
15 апреля 2010 года президент США Барак Обама посетил Космический центр имени Кеннеди во Флориде и изложил своё видение дальнейшего развития американской пилотируемой космонавтики. Обаму сопровождали сенаторы Билл Нельсон (бывший астронавт) и Сьюзан Космас, а также руководитель НАСА Чарльз Болден и бывший астронавт Базз Олдрин. Впервые Обама назвал приблизительные сроки создания тяжёлой ракеты-носителя для полётов за пределы земной орбиты. Обама предполагает, что проект такой ракеты будет создан к 2015 году. После этого начнётся непосредственно строительство ракеты. Однако, конкретные цели пилотируемых полётов в дальний космос пока не определены. Как цель называют полёт на Луну, полёт на какой-либо астероид, полёт на один из спутников Марса и полёт, собственно, на Марс. Первый пилотируемый полёт новой тяжёлой ракеты должен состояться в середине 2020-х годов, полёт к орбите Марса — в середине 2030-х годов и вскоре после этого — посадка на Марс. Обама подтвердил выделение 3 миллиардов $ на разработку тяжёлой ракеты-носителя.
Обама также подтвердил своё решение о передаче частным компаниям организации пилотируемых полётов на околоземной орбите. Обама сказал, что НАСА продолжит разработку пилотируемого корабля «Орион» в уменьшенном варианте. Предполагается, что этот корабль будет использоваться как корабль спасения на МКС и одновременно как прототип будущих космических кораблей для полётов на Луну или Марс. Обама говорит, что приблизительно в 2025 году астронавты в новом пилотируемом космическом корабле, который будет запущен новой тяжёлой ракетой, впервые полетят дальше лунной орбиты — в глубокий космос. Впервые астронавты направятся к одному из астероидов.
Обама считает, что после реализации его планов американские астронавты полетят в космос раньше, чем это случилось бы по программе «Созвездие», будут летать в космос чаще, будут летать дальше, быстрее и дольше, полёты будут более безопасными, и всё это будет стоить намного меньше.

### «Артемида»
Артемида (англ. Artemis) — пилотируемая космическая программа НАСА по возвращению людей на Луну. Начало программы было объявлено в мае 2019 администратором агентства Джимом Бранденстайном. Программа делится на два этапа. Первый этап включает высадку на Луну в 2026 году, в том числе пилотируемый орбитальный облёт Луны в миссии Артемида-2, начало строительства международной окололунной станции Gateway, высадку экипажа с первой женщиной на Луне в миссии Артемида-3. Второй этап программы — полёты на Луну и создание лунной базы. Планируется, что пилотируемые полёты будут осуществлены с помощью РН SLS и корабля «Орион».
Запуск первой беспилотной миссии Артемида-1 был проведён с территории Космического центра Кеннеди (пусковая площадка LC-39B) 16 ноября 2022 года в 6:47 UTC (09:47 по МСК). После 25 дней пребывания в космосе КК «Орион» 11 декабря 2022 года в 17:40 UTC (20:41 по МСК) успешно приводнился в Тихом океане. Запуск миссии Артемида-2 планируется не ранее сентября 2025 года, Артемида-3 — не ранее сентября 2026 года.

### «Коммерческая программа LEO Destinations»
«Commercial LEO Destination» — это инициатива НАСА по поддержке работ над коммерческими космическими станциями на низкой околоземной орбите, которые агентство надеется запустить к концу текущего десятилетия, чтобы заменить «Международную космическую станцию».
Программа была создана в марте 2021 года. Её цель — поддержка проектирования, строительства и эксплуатации частных околоземных космических станций, в которых агентство будет одним из заказчиков (арендатором или по другой форме контракта), при этом компании сохранят право собственности на свои станции.

## Бюджет
НАСА обладает самым большим бюджетом среди всех мировых космических агентств. С 1958 по 2008 годы НАСА истратила на космические программы (с учётом инфляции) около 810,5 млрд $.
- Бюджет в 2005 году составлял около 16,2 млрд $.
- Бюджет в 2007 году составлял около 17,4 млрд $.
- Бюджет в 2008 году составлял около 17,3 млрд $[35].
- Бюджет в 2009 году составлял около 17,6 млрд $[36].
- Бюджет в 2010 году составлял около 18,7 млрд $[37].
- Бюджет в 2011 году составлял около 19 млрд $.
- Бюджет в 2012 году составлял около 17,770 млрд $[38].
- Бюджет в 2013 году составлял около 17,711 млрд $[38].
- Бюджет в 2014 году составлял около 17,6 млрд $[39].
- Бюджет в 2015 году составлял около 17,46 млрд $[40].
- Бюджет в 2016 году составлял около 19,3 млрд $[41].
- Бюджет в 2017 году составлял около 19,5 млрд $[42].
- Бюджет в 2018 году составлял около 20,7 млрд $[42].
- Бюджет в 2019 году составлял около 21,5 млрд $[43].
- Бюджет в 2020 году составлял около 22,6 млрд $[44].
- Бюджет в 2021 году составлял около 23,2 млрд $[44].
- Бюджет в 2022 году составлял около 24 млрд $[45].
- Бюджет в 2023 году составлял около 25,4 млрд $[46].
- Бюджет в 2024 году составлял около 24,8 млрд $[47].

## Руководство
- С 2005 года руководителем НАСА являлся Майкл Гриффин. 20 января 2009 года он ушёл с поста в связи с вступлением в должность нового президента США Барака Обамы.
- С 22 января 2009 года временным руководителем НАСА назначен Крис Сколезе[англ.].
- 15 июля 2009 года Сенат конгресса США утвердил в качестве главы НАСА генерал-майора морской пехоты в отставке, бывшего астронавта Чарльза Болдена.
- С 20 января 2017 года в связи с вступлением в должность нового президента США Дональда Трампа исполняющим обязанности руководителя назначен Роберт Лайтфут младший[англ.][48].
- С 19 апреля 2018 года руководителем утверждён Джим Брайденстайн[49].
- 30 апреля 2021 года Сенат США единогласно утвердил Билла Нельсона главой НАСА[50].
- 20 января 2025 года Билл Нельсон ушёл с поста главы НАСА в связи с вступлением в должность нового президента США Дональда Трампа. Временным руководителем организации назначена Джанет Петро.

## Исследовательские центры, строительство и запуск объектов
- Космический центр Маршалла: является одним из крупнейших научно-исследовательских центров НАСА по ракетным и космическим аппаратам.
- Космический центр Кеннеди: разработка функциональных узлов шаттлов и процедур их запуска.
- Космический центр Джонсона: полёты человека в космос, работа над программой «Спейс шаттл», Космической станцией, контроль прохождения экспедиций, ведение справочника по астронавтам, исследование образцов лунной поверхности.
- Космический центр Стенниса: крупнейший испытательный центр ракетных двигателей НАСА. Расположен в округе Хэнкок, штат Миссисипи у границы с Луизианой.
- Исследовательский центр Эймса: информационные технологии, космическая биология (астробиология — исследование происхождения, эволюции и распространения жизни во Вселенной) и исследования в областях эксплуатации, возможностей и безопасности аэропланов; расположен на территории аэропорта Moffett Federal Airfield, недалеко от Маунтин-Вью, Калифорния.
- Лётно-исследовательский центр имени Армстронга: авиационные исследования, работа над программой «Спейс шаттл».
- Исследовательский центр имени С. П. Лэнгли.
- Исследовательский центр имени Дж. Г. Гленна: аэронавтика и космонавтика (астронавтика).
- Центр космических полётов имени Р. Х. Годдарда: астрономия (в том числе эксплуатация космического телескопа Хаббл и Комптоновской гамма-обсерватории), физика Солнца, экология (в том числе изменения климата и исследование состояния озонового слоя Земли).
- Лаборатория реактивного движения: исследования планет (в том числе Галилео, Вояджер, Магеллан и будущие экспедиции на Марс), экологические исследования (в том числе Shuttle Imaging Radar и TOPEX/POSEIDON).
- Уоллопс: является космодром ракет для исследования НАСА и другими государственными учреждениями США. Состоит из трёх отдельных участков общей площадью 25 км²: основной базы, центра на материке, и острова Уоллопс, где находится стартовый комплекс. Главная база расположена на восточном побережье штата Виргиния.
- В мае 2018 года НАСА отправляет на борт Международной космической станции научную установку, в недрах которой будет создана область пространства, в 10 миллиардов раз более холодная, нежели космический вакуум. Эта установка, Cold Atom Laboratory (CAL), является частью груза ракеты Cygnus компании Orbital ATK, и она позволит учёным изучать квантовые свойства ультра-холодных атомов в условиях невесомости[51].

## Миссии по целям
| Космический аппарат                  | Год запуска | Меркурий | Венера | Марс           | Юпитер | Сатурн | Уран   | Нептун | Плутон |
| ------------------------------------ | ----------- | -------- | ------ | -------------- | ------ | ------ | ------ | ------ | ------ |
| Маринер-2                            | 1962        |          | Пролёт |                |        |        |        |        |        |
| Маринер-4                            | 1964        |          |        | Пролёт         |        |        |        |        |        |
| Маринер-5                            | 1967        |          | Пролёт |                |        |        |        |        |        |
| Маринер-6 и Маринер-7                | 1969        |          |        | Пролёт         |        |        |        |        |        |
| Маринер-9                            | 1971        |          |        | Орбита         |        |        |        |        |        |
| Пионер-10                            | 1972        |          |        |                | Пролёт |        |        |        |        |
| Пионер-11                            | 1973        |          |        |                | Пролёт | Пролёт |        |        |        |
| Маринер-10                           | 1973        | Пролёт   | Пролёт |                |        |        |        |        |        |
| Викинг-1 и Викинг-2                  | 1975        |          |        | Орбита Посадка |        |        |        |        |        |
| Вояджер-1                            | 1977        |          |        |                | Пролёт | Пролёт |        |        |        |
| Вояджер-2                            | 1977        |          |        |                | Пролёт | Пролёт | Пролёт | Пролёт |        |
| Галилео                              | 1989        |          | Пролёт |                | Орбита |        |        |        |        |
| Магеллан                             | 1989        |          | Орбита |                |        |        |        |        |        |
| Марс Глобал Сервейор                 | 1996        |          |        | Орбита         |        |        |        |        |        |
| Марс Пасфайндер                      | 1996        |          |        | Марсоход       |        |        |        |        |        |
| Кассини                              | 1997        |          | Пролёт |                | Пролёт | Орбита |        |        |        |
| Марс Одиссей                         | 2001        |          |        | Орбита         |        |        |        |        |        |
| Спирит и Оппортьюнити                | 2003        |          |        | Марсоход       |        |        |        |        |        |
| Мессенджер                           | 2004        | Орбита   | Пролёт |                |        |        |        |        |        |
| Марсианский разведывательный спутник | 2005        |          |        | Орбита         |        |        |        |        |        |
| Новые горизонты                      | 2006        |          |        |                | Пролёт |        |        |        | Пролёт |
| Юнона                                | 2011        |          |        |                | Орбита |        |        |        |        |
| Кьюриосити                           | 2011        |          |        | Марсоход       |        |        |        |        |        |
| MAVEN                                | 2013        |          |        | Орбита         |        |        |        |        |        |
| Персеверанс                          | 2020        |          |        | Марсоход       |        |        |        |        |        |
| Космический аппарат                  | Год запуска | Меркурий | Венера | Марс           | Юпитер | Сатурн | Уран   | Нептун | Плутон |

## Факты
- Изображения и видеоматериалы, получаемые НАСА и её подразделениями, в том числе с помощью многочисленных телескопов и интерферометров, публикуются как общественное достояние и могут свободно копироваться[52].
- У агентства, второй раз в истории, в течение пяти лет не было ни одного пилотируемого космического корабля: шаттлы прекратили полёты в 2011 году, а первый пилотируемый полёт нового корабля «Dragon 2» от компании SpaceX состоялся 30 мая 2020 года[53].
- С 2016 года астронавтов НАСА стали обучать русскому языку[54][55][56].
- В июле 2022 года НАСА осудило Россию за использование Международной космической станции в политических целях, когда Роскосмос распространил фотографию, на которой российские космонавты продемонстрировали флаги ЛНР и ДНР. Позже НАСА выпустило заявление о том, что возобновит взаимодействие с Россией в сфере космоса. Для обеспечения безопасности эксплуатации МКС и жизней космонавтов НАСА снова продолжит полёты на российских аппаратах «Союз» и на американских космических кораблях SpaceX[57].

## Награды
- Золотая медаль Высшего совета по научным исследованиям (1999)